# Mohamed Yusuf al Magariaf

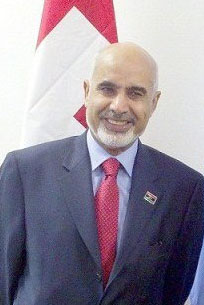
Mohamed Yusuf al Magariaf (2012)

Mohamed Yusuf al Magariaf (arabisch محمد يوسف المقريف Muḥammad Yūsuf al-Maqariyaf; * 1940 in Bengasi, Italienisch-Libyen) war Übergangspräsident Libyens. Sein Vorgänger war Mustafa Abdeldschalil. Mohamed Yusuf al Magariaf ist Vorsitzender der Partei Nationale Front. Diese ist aus der Nationalen Front für die Rettung Libyens (NFSL) hervorgegangen, einer ehemaligen Oppositionsbewegung, die gegen den langjährigen Herrscher Muammar al-Gaddafi opponierte.

## Oppositioneller
Der promovierte Wirtschaftswissenschaftler Magariaf war von 1972 bis 1977 Präsident des libyschen Rechnungshofes und von 1978 bis 1980 als libyscher Botschafter in Indien tätig, bevor er sich der Oppositionsbewegung anschloss. Er war 1981 Mitbegründer der NFSL und fungierte bis 2001 mehrmals als Generalsekretär der Nationalen Front. 2001 zog er sich aus der politischen Führung der NFSL zurück, blieb aber weiterhin ein einflussreicher Dissident, der 17 Bücher und mehr als 100 Artikel zur politischen und wirtschaftlichen Situation in Libyen veröffentlicht hatte.
Nach Ende des Libyschen Bürgerkrieges kehrte Magariaf in seine Heimat zurück. Zuvor hatte er 30 Jahre lang in den Vereinigten Staaten im Exil gelebt. Als im Mai 2012 die Partei der Nationalen Front als politischer Arm der NFSL gegründet wurde, wurde Mohamed Yusuf Magariaf zum Parteivorsitzenden gewählt.

## Politische Ämter
Bei der Wahl zum libyschen Nationalkongress am 7. Juli 2012 gewann Mohamed Yusuf al Magariaf einen von drei Sitzen für die Nationale Front, die damit in dem von unabhängigen Kandidaten dominierten Übergangsparlament die drittstärkste Partei wurde.
Am 9. August 2012 wurde Mohamed Yusuf al Magariaf zum Parlamentspräsidenten gewählt. Zuvor hatte der Nationale Übergangsrat die Macht an das sich konstituierende Parlament übergeben. Bis zur Verabschiedung einer neuen Verfassung und der Wahl eines Staatspräsidenten fungiert Magariaf als Staatsoberhaupt Libyens.
Am 28. Mai 2013 trat el-Megarief von seinem Amt zurück. Neuer Übergangspräsident Libyens wurde Giuma Attaiga.